# Anorasema manii
Anorasema manii är en stekelart som beskrevs av John M. Heraty 1992. Anorasema manii ingår i släktet Anorasema och familjen Eucharitidae. Inga underarter finns listade i Catalogue of Life.